# Bartłomiej Alban Roe

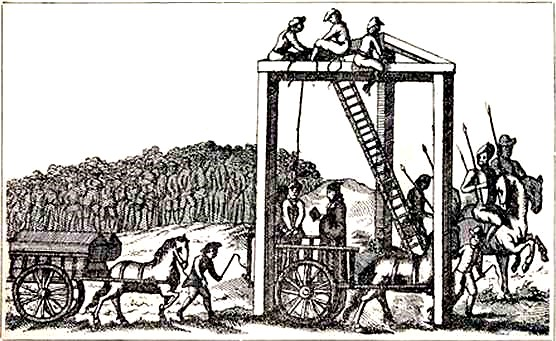
Miejsce masowych egzekucji ofiar prześladowań antykatolickich okresu reformacji - Tyburn.

Bartłomiej Alban Roe O.S.B. (ur. 1583 w Suffolk, zm. 22 stycznia 1642 w Tyburn) – święty katolicki, benedyktyn, męczennik, ofiara prześladowań antykatolickich.

## Życiorys
Studiował w Cambridge, nawrócił się na katolicyzm pod wpływem rozmowy z więźniem, którego chciał przekonać do protestantyzmu. Podjął studia teologiczne w studium anglikańskim w Douai i ukończył je ze stopniem doktora. Wstąpił do Zakonu Świętego Benedykta i złożył śluby zakonne, po czym w 1615 roku powrócił do Anglii. Po przybyciu na wyspę został aresztowany i przez pięć lat był więziony, ale dzięki wstawiennictwu ambasadora Hiszpanii zwolniono go i zmuszono do wyjazdu z kraju (1623). Powtórnie znalazł się w ojczyźnie dla kontynuowania posługi kapłańskiej, ale ponownie aresztowany mógł już tylko prowadzić działalność wśród współwięźniów. Po odmowie rezygnacji z dalszego prowadzenia duszpasterstwa skazano go na śmierć i powieszono.
Beatyfikowany został przez papieża Piusa XI 15 grudnia 1929 roku, a kanonizowany w grupie Czterdziestu męczenników Anglii i Walii przez Pawła VI 25 października 1970 roku.
Jego wspomnienie obchodzone jest w dies natalis (22 stycznia).